# رائول ویلچس
رائول ویلچس (اسپانیایی: Raúl Vilches‎؛ زادهٔ ۲ اکتبر ۱۹۵۴ – ۱۳ ژانویهٔ ۲۰۲۲) بازیکن والیبال اهل کوبا بود.